# Don Heitler
Donald „Don“ bzw. „Donnie“ Heitler (* 25. August 1936 in Pekin, Illinois; † 25. März 2018) war ein US-amerikanischer Jazzmusiker (Piano, Orgel).

## Leben und Wirken
Heitler spielte in den frühen 1970er-Jahren in Los Angeles als Organist bei Urbie Green (Green Power, 1971) und in der Band von George Shearing, mit dem 1972/73 auch Plattenaufnahmen entstanden. 1973 trat er im New Yorker Jazzclub Muggs auf. In den folgenden Jahren war er in der Musikszene von Champaign-Urbana (Illinois) aktiv und trat als Solist in Restaurants auf;  u. a. spielte er  mit der Formation Medicare 7, 8 or 9 sowie mit Rudy James and his Dixieland Ensemble. Als Arrangeur arbeitete er mit Tim Green & Trio Cambia (Change of Seasons, 2008). Im Bereich des Jazz war er zwischen 1972 und 2013 an neun Aufnahmesessions beteiligt, zuletzt mit dem Vibraphonisten Kevin Hart.